# Super Mario Galaxy
Super Mario Galaxy (jap. スーパーマリオギャラクシー Sūpā Mario Gyarakushī) – gra platformowa stworzona przez Nintendo dla konsoli Wii. Po Super Mario 64 i Super Mario Sunshine to trzecia platformówka 3D w serii Super Mario. Pierwszy pokaz gry odbył się podczas E3 2006.
Super Mario Galaxy jest jedną z najwyżej ocenianych gier wszech czasów w rankingach serwisów toptenreviews.com i gamerankings.com, oraz wielokrotnym zdobywcą nagrody „gra roku” przyznanej przez: IGN, GameSpot, BAFTA, Nintendo Power, Gametrailers, EDGE, i Yahoo!
2 czerwca 2009 roku został ogłoszony na konferencji E3 sequel pt. Super Mario Galaxy 2, który został wydany w 2010 roku.

## Fabuła
Mario dostaje od Księżniczki Peach zaproszenie na gwiezdny festiwal zorganizowany dla uczczenia zbliżającej się komety. Ceremonię rozpoczęcia przerywa Bowser, który wraz ze swoją armią latających okrętów zaatakował świętujących mieszkańców Mushroom Kingdom i porwał Peach. Podczas nieudanej próby ratowania księżniczki, Mario zostaje wystrzelony w przestrzeń kosmiczną i traci przytomność. Po jakimś czasie budzi się na małej planecie i spotyka Rosalinę, tajemniczą dziewczynę, która opowiada mu o funkcjonowaniu obserwatorium i ukradzionych przez Bowsera Power Stars, służących do zasilania skomplikowanego mechanizmu.

## Rozgrywka
Akcja gry toczy się w przestrzeni kosmicznej gdzie hydraulik Mario podróżując z galaktyki do galaktyki ma za zadanie uratować Księżniczkę Peach i zebrać wszystkie Power Stars, które zdobywa wykonując misje lub pokonując wrogów. Miejscem, z którego Mario wyrusza na podbój galaktyk jest obserwatorium, na którym znajduje się sześć tematycznych kopuł, prowadzących do 42 galaktyk. Na początku gry dostępna jest tylko jedna galaktyka, ich ilość rośnie w miarę zdobywania przez gracza kolejnych Power Stars. Niektóre galaktyki występują pod postacią gwiazdopodobnych stworków zwanych Hungry Luma, jedyną możliwością dostania się do ich wnętrza jest nakarmienie go odpowiednią ilością Star Bits, czyli gwiezdnego pyłu, który można zebrać celując wskażnikiem podczas gry. W grze do zebrania jest w sumie 121 Power Stars. Mario porusza się po różnej wielkości oraz kształcie planetach. Planety te posiadają własną grawitację, co ma znaczny wpływ na przebieg rozgrywki. Istnieje także pięć rodzajów Prankster Comets pojawiających się okresowo, które zmieniają nieco daną galaktykę oraz usuwają punkty kontrolne. Speedy Comet wyznacza czas na zdobycie Power Star, Daredevil Comet powoduje zredukowanie maksymalnego życia do jednej jednostki, Cosmic Comet umożliwia wyścig z Cosmic Mario (kosmicznym sobowtórem), Fast Foe Comet powoduje dwukrotne przyspieszenie wszystkich przeciwników, a Purple Comet tworzy 100 lub 150 Purple Coins (czasami ta misja jest również ograniczona czasowo). W grze pojawia się szereg nowych rodzajów power-upów. Bee Mushroom (włochaty grzyb w brązowo żółte paski) pozwala na zamianę w pszczołę, Boo Mushroom (biały grzyb wraz z elementami twarzy Boo) zamieniający bohatera w niego, Spring Mushroom (grzyb z kapeluszem ze sprężyny), który powoduje, że postać jest owinięta sprężyną, grzyb z pomarańczowymi plamkami w kształcie gwiazd powodujący zwiększenie jednostek życia do sześciu oraz Red Star (czerwona gwiazda), która tymczasowo pozwala bohaterowi na swobodne latanie. Są także power-upy, które powracają z gier dwuwymiarowych. Są to Fire Flower, który pozwala na rzucanie kul ognia i Rainbow Star, dzięki któremu postać jest tymczasowo nietykalna.

## Sterowanie
Do sterowania postacią wymagany jest Wii Remote oraz Nunchuk. Poruszanie Mario odbywa się standardowo za pomocą gałki analogowej. Wskaźnik oznaczony na ekranie telewizora za pomocą małej gwiazdki służy głównie do zbierania Star Bits, które następnie można wykorzystać do ogłuszenia przeciwnika lub do nakarmienia Hungry Lumas. Kolejnym ważnym zadaniem wskaźnika jest chwytanie małych, błękitnych gwiazd nazywanych Pull Stars, dzięki którym można się przemieszczać na małe odległości między różnymi obiektami kosmicznymi. W grze wykorzystano także czujnik wychylenia, na przykład do sterowania w czasie wyścigu na płaszczce oraz w poziomach wymagających chodzenia po toczącej się kuli. Za pomocą czujnika ruchu w Wii Remote wykonuje się także atak za pomocą obrotu przez potrząśnięcie kontrolerem, potrzebny przy podróżowaniu za pomocą Sling Stars i Launch Stars, czyli wyrzutnie w kształcie gwiazd, które są potrzebne do przemieszczania się na dłuższe odległości, do rozbijania większych szklanych obiektów, do walki z wrogami oraz różnych zagadek.